# Frédéric Barbier
Frédéric Barbier (Chatou, 1952. augusztus 27. – Rueil-Malmaison, 2023. május 28.) francia könyvtörténész, számos könyv és tanulmány szerzője. Kutatásvezető (1. ciklus) a CNRS-nél (Centre national de la recherche scientifique), tanulmányi igazgató az École pratique des hautes études-ben.

## Életútja

### Tanulmányai
Középfokú tanulmányait (felső tagozat és gimnázium) Párizsban folytatta a Buffon gimnáziumban, illetve a Charlemagne gimnáziumban. 1970–1972 között humán tagozatú felkészítő osztályba járt az Henri IV. gimnáziumban. 1972–1976 között tanuló volt a Nemzeti levéltárosi főiskolán (École nationale des chartes). 1976-ban végzett levéltáros-paleográfus szakon. 1980-ban 3. ciklusú doktorit szerzett történelemből az Université de Paris I-ben. 1987-ben állami bölcsészettudományi és társadalomtudományi doktorit szerzett (ancien régime) az Université de Paris IV-ben. 2010-ben a Szegedi Tudományegyetem díszdoktori címet (honoris causa) adományozott neki.

### Szakmai pályafutása
1976–1982 között főkönyvtáros, a Valenciennes-i városi könyvtár igazgatója. Kidolgozta és kivitelezte a Valenciennes-i városi könyvtár fejlesztésének és teljes átalakításának programját.
Fejlesztette a nyilvános helyeken történő felolvasást. Kifejlesztett egy politikát a gyűjtemények hasznosítására, mégpedig kiállítások útján (kb. 10 kiállítást szervezett, melyek közül néhányhoz katalógus is megjelent).
Tanulmányi napokat kezdeményezett és szervezett, amelyek eseményeinek leírását szakmai folyóirat (Actes) formájában is kiadták. Több disszertáció konzulense volt, melyek témái Valenciennes és a francia Hainaut tartomány voltak, és ezekhez időnként cikkeket is megjelentetett.
1982: kutató a CNRS-nél. Meghívott előadó különböző egyetemeken.
1993: az École pratique des hautes études történet- és filológiatudományi szekciójának tanulmányi igazgatója: Henri-Jean Martin utóda „A könyv története és kultúrája” című konferencián. Ezen a kereten belül disszertációk és kutatási munkák vezetője, amelyből néhány co-tutelle rendszerű közös doktori képzésben (két különböző egyetem két témavezetőjének irányírása alatt) történt külföldi egyetemekkel. Alkotója és vezetője „Az írás története” című D.E.A.-nak (a doktori fokozat elnyerése előtt szerezhető egyetemi diploma). Külföldön is felkérték oktatónak, nevezetesen Németországban, Olaszországban és Magyarországon.
1998–2000 között a Külügyminisztérium kulturális megbízottja Göttingenben. 2000–2004 között megbízott egyetemi tanár a Könyvörténeti tanszéken, az École nationale supérieure információ- és könyvtártudományi részlegén (Lyon).

### Családja
Házas (1975), egy gyermeke van.

## Tudományos munkássága
Különféle nemzetközi értekezletek kezdeményezője és szervezője (szimpóziumok stb.) Párizsban, Frankfurt am Mainban, Lyonban, Pratóban, Prágában, Lipcsében, Budapesten, Montréalban, Pekingben stb. A szimpóziumok közül a legújabbak: „A központi könyvtárak és a kollektív identitás megépítése” (Budapest), „Kína-Európa: könyvtörténet” (Peking), „1958-2008: a könyv történetének 50 éve” (Lyon). A konferencia-előadások anyagait rendszeresen publikálták. Több lyoni és párizsi kiállítás ötletgazdája és általános felügyelője: ezek közül az Országos Felsőipariskola (Conservatoire national des arts et métiers) kiállítása „A könyv három forradalmá”-ról szólt (a Tudományos tanács elnökeként vett részt benne), és megtervezte a „Párizs, a könyvek fővárosa: a könyv és a nyomda világa Párizsban a középkortól a XX. századig” című kiállítást. A történeti és tudományos munkák bizottságának tagja a Nemzeti Levéltárosi Főiskolán (École nationale des chartes).
A szenior bizottság elnöke az Institut universitaire de France-ban (2010).
Számos alkalommal felszólalt kongresszusokon, szimpóziumokon, kerekasztal beszélgetéseken, konferenciákon, stb. Franciaországban és külföldön is (Németország, Ausztria, Magyarország, Csehország, Románia, Olaszország, Spanyolország, Dánia, Nagy-Britannia, Törökország, Izrael, Oroszország, Kína, Amerikai Egyesült Államok, Kanada és Brazília).

### Könyvkiadás
Több sorozat szerkesztője, méghozzá Párizsban, Lipcsében és Genfben. Alapítója és főszerkesztője „A könyv története és fejlődése: nemzetközi szemle” című francia folyóiratnak, amely a könyv történetével foglalkozik (több mint 2000 oldalt publikált 5 év alatt).

## Kitüntetések
A francia közoktatási kitüntetés (Palmes académiques) és a Magyar kulturális érdemrend (Pro Cultura Hungarica díj) birtokosa.

## Művei
- A média története: Diderot-tól az internetig – Budapest: Osiris, 2004
- A könyv története – Budapest: Osiris, 2005
- A modern Európa születése: Gutenberg Európája – Budapest: Kossuth: Országos Széchényi Könyvtár, 2010
- 1678, Valenciennes devient française, catalogue d’exposition, Valenciennes : Bibliothèque municipale, 1978
- L'Art de la reliure à travers les collections valenciennoises, Valenciennes : Bibliothèque municipale, 1978
- Valenciennes, de la Réforme au Baroque (1559-1600), Valenciennes : Bibliothèque municipale, 1979
- Trois cents ans de librairie et d'imprimerie : Berger-Levrault (1676-1830), Genève : Droz, 1979
- Douze siècles d'art du livre : trésors de la bibliothèque de Valenciennes, Valenciennes : Bibliothèque municipale, 1980
- L'Image du Monde : cartes, atlas et livres de voyage (XVe-XVIIIe siècles), Valenciennes : Bibliothèque municipale, 1981
- Les Débuts du livre imprimé : éditions du XVe siècle conservées dans les bibliothèques de la région Nord-Pas-de-Calais, Hénin-Beaumont : *Association des bibliothécaires français, Groupe Nord, 1982
- Le Patronat du Nord sous le Second Empire : une approche prosopographique, Genève : Droz, 1989
- Finance et politique : la dynastie des Fould : XVIIIe-XXe siècle, Paris : A. Colin, 1991
- L'Empire du livre : le livre imprimé et la construction de l'Allemagne contemporaine (1815-1914), Paris : éd. du Cerf, 1995
- L'Europe et le Livre : réseaux et pratiques du négoce de librairie (XVIe-XIXe siècles), Paris : Klincksieck, 1996 (codir.)
- Lumières du Nord : imprimeurs, libraires et « gens du livre » dans le Nord au XVIIIe siècle (1701-1789) : dictionnaire prosopographique, Genève : Droz, 2002
- Le Berceau du livre, autour des incunables : études et essais offerts au professeur Pierre Aquilon par ses élèves, ses collègues et ses amis, numéro thématique de la Revue française d'histoire du livre, 121, 2003 (dir.)
- Revue française d'histoire du livre, Genève : Droz, 2003
- Des moulins à papier aux bibliothèques, en 2 volumes : Le Livre dans la France méridionale et l'Europe méditerranéenne (XVIe-XXe siècles) , Montpellier : Université Paul Valery, 2003
- Est-Ouest : transferts et réceptions dans le monde du livre en Europe, 17e-20e siècles, Paris : Msh Paris, 2005
- (dir.), Paris capitale des livres : le monde des livres et de la presse à Paris, du Moyen Âge au XXe siècle, catalogue de l'exposition, Paris : Paris bibliothèques, 2007
- avec Sabine Juratic et Annick Mellerio, Dictionnaire des imprimeurs, libraires et gens du livre à Paris, 1701-1789, Genève : Droz, 2007–
- Le Rêve grec de monsieur de Choiseul : les voyages d'un Européen des Lumières, Paris : A. Colin, 2010[10]

## Magyarul
- Frédéric Barbier–Catherine Bertho Lavenir: A média története Diderot-tól az internetig; ford. Balázs Péter; Osiris, Bp., 2004 (Osiris kézikönyvek)
- A könyv története; ford. Balázs Péter; Osiris, Bp., 2005 (Osiris kézikönyvek)
- A modern Európa születése. Gutenberg Európája; ford. Balázs Péter; Országos Széchényi Könyvtár–Kossuth, Bp., 2010